# Miasta na Krymie
Według danych oficjalnych pochodzących z 2001 roku Krym posiadał 18 miast. Na terenie Krymu znajdują się 4 miasta z ludnością 100÷500 tys., 2 miasta z ludnością 50÷100 tys., 4 miasta z ludnością 25÷50 tys., 6 miast z ludnością 10÷25 tys. i 2 miasta z ludnością 5÷10 tys.
Miasta na Krymie według liczebności mieszkańców (stan na 01.01.2013):
| L.p. | Miasto          | Republika                    | Liczba ludności |
| ---- | --------------- | ---------------------------- | --------------- |
| 1.   | Sewastopol      | Miasto wydzielone Sewastopol | 342 580         |
| 2.   | Symferopol      | Republika Autonomiczna Krymu | 337 285         |
| 3.   | Kercz           | Republika Autonomiczna Krymu | 145 265         |
| 4.   | Eupatoria       | Republika Autonomiczna Krymu | 106 877         |
| 5.   | Jałta           | Republika Autonomiczna Krymu | 78 115          |
| 6.   | Teodozja        | Republika Autonomiczna Krymu | 69 461          |
| 7.   | Dżankoj         | Republika Autonomiczna Krymu | 36 086          |
| 8.   | Krasnoperekopsk | Republika Autonomiczna Krymu | 29 815          |
| 9.   | Ałuszta         | Republika Autonomiczna Krymu | 28 418          |
| 10.  | Bakczysaraj     | Republika Autonomiczna Krymu | 26 482          |
| 11.  | Saki            | Republika Autonomiczna Krymu | 23 655          |
| 12.  | Armianśk        | Republika Autonomiczna Krymu | 22 337          |
| 13.  | Biłohirśk       | Republika Autonomiczna Krymu | 18 220          |
| 14.  | Sudak           | Republika Autonomiczna Krymu | 15 457          |
| 15.  | Inkerman        | Miasto wydzielone Sewastopol | 11 985          |
| 16.  | Szczołkine      | Republika Autonomiczna Krymu | 11 184          |
| 17.  | Stary Krym      | Republika Autonomiczna Krymu | 9 512           |
| 18.  | Ałupka          | Republika Autonomiczna Krymu | 8 520           |